# Acca (Hereford)
Acca (auch Ecca, † zwischen 758 und 770) war Bischof von Hereford. Er wurde zwischen 747 und 758 zum Bischof geweiht und trat sein Amt in diesem Zeitraum an. Er starb zwischen 758 und 770.